# وئام وهاب
وئام ماهر نجيب وهاب (وُلد في 11 أكتوبر 1964)، هو سياسي وصحفي لبناني من الطائفة الدرزية من بلدة الجاهلية في قضاء الشوف، ومؤسس حزب التوحيد العربي.

## سيرته
ولد وئام ماهر نجيب وهاب شعبان في بلدة جاهلية وهي من قرى قضاء الشوف في محافظة جبل لبنان من عام 1964 ، وكان عضواً في الحزب التقدمي الاشتراكي، في منظمة الشباب التقدمي والكشاف التقدمي وكذلك في ميليشيا الحزب التقدمي الاشتراكي. عمل في إذاعة «صوت الجبل» التابعة للحزب ما بين 1983 و 1987، ثم عمل بين سنة 1991 و 2000 مستشارا سياسيا للزعيم الدرزي النائب الأمير طلال أرسلان، ثم مستشاراً للقائم مقام شيخ عقل طائفة الموحّدين الدروز الشيخ بهجت غيث. شارك سنة 1996 في الانتخابات النيابية عن أحد المقعدين الدرزيين في دائرة الشوف، لكنه انهزم أمام وليد جنبلاط ومروان حمادة في الانتخابات، كما وعمل في مجال الصحافة والاعلام في مجلة «الأنباء» الاشتراكية وصحف «السفير» و«الحقيقة» و«الديار». شغل منصب وزير البيئة في حكومة عمر كرامي بين أكتوبر 2004 وفبراير 2005.

## نشاطه
أسس سنة 2006 تيار التوحيد الذي ينتمي إلى قوى 8 آذار التي تضم عدة قوى سياسية أهمها حزب الله وحركة أمل والحزب الديمقراطي اللبناني وتيار المردة.

## الجدل
أثار وئام وهاب خلال مسيرته السياسية عدة مواقف وتصريحات أثارت جدلاً واسعًا في الداخل والخارج، ففي مقابلة تلفزيونية، أدلى وهاب بتصريحات مسيئة عن النقاب الذي ترتديه النساء في المملكة العربية السعودية، مما أثار احتجاجات من جماعات سُنية مختلفة. وقد اضطر وهاب لاحقًا إلى الاعتذار علنًا للنساء السعوديات عن هذه التصريحات المثيرة للجدل.
في عام 2011، وعلى خلفية تحذيرات تركيا للنظام السوري في بداية الانتفاضة، صرّح وهاب بأن سوريا والرئيس بشار الأسد مستعدان لإطلاق 100,000 صاروخ على تركيا إذا ما حاولت غزو الأراضي السورية، وهو تصريح أثار استغراب وانتقادات واسعة على المستوى الإقليمي.
فرضت الولايات المتحدة الأمريكية عقوبات مالية على وهاب، شملت تجميد أصول ومنع التعاملات المالية، ضمن حزمة عقوبات تستهدف شخصيات تعتبرها واشنطن متورطة في أنشطة تزعزع الاستقرار في المنطقة.
وفي أعقاب الصراع القائم بين إسرائيل وحزب الله منذ عام 2023، صرّح وهاب قائلاً:
"يجب أن نتخلى نهائيًا عن عقلية الحرب مع إسرائيل"، مضيفًا: "المنتصر الوحيد في المنطقة هو رئيس الوزراء الإسرائيلي بنيامين نتنياهو، الذي يواصل إعادة تشكيل الشرق الأوسط." كما اعتبر أن السلام مع إسرائيل هو الخيار الأفضل من ناحية لبنان، قائلًا: "الامة لا تريد الحرب وإذا سألوني: فلنذهب الى السلام مع اسرائيل"، مشيرًا إلى أن المحور الذي يضم إيران وحزب الله المسمى بمحور المقاومة قد انتهى بعد اغتيال قاسم سليماني وحسن نصر الله. كما قال: "أنصح الشيعة بالتطبيع والسلام مع إسرائيل"، كخطوة نحو وقف الحروب والصراعات وإحلال التهدئة والسلام في المنطقة.